# Anna Ascani

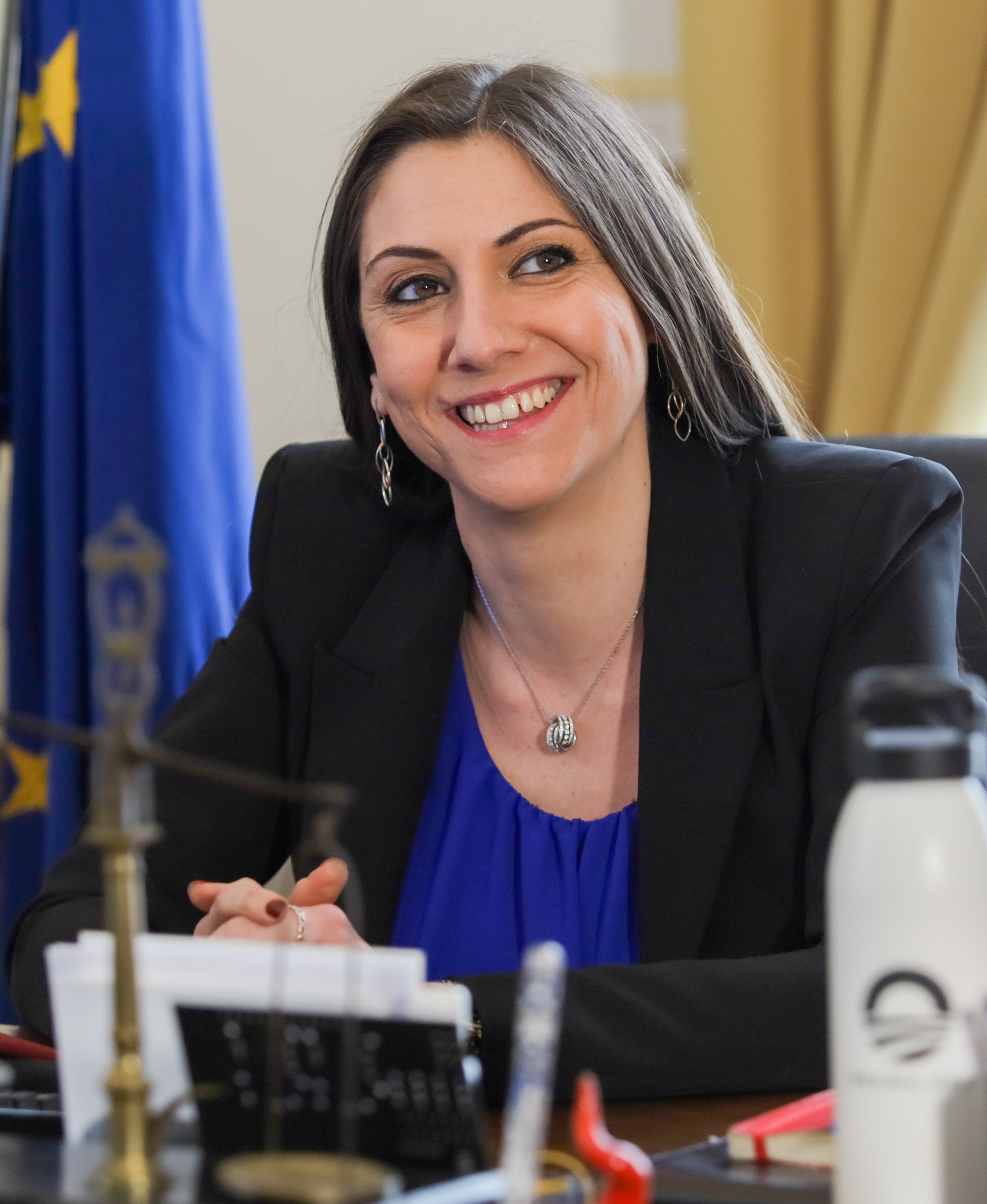
Anna Ascani (2021)

Anna Ascani (* 17. Oktober 1987 in Città di Castello, Provinz Perugia) ist eine italienische Politikerin (PD). Sie ist seit 2013 Mitglied der Camera dei deputati und seit Oktober 2022 deren Vizepräsidentin. Zuvor war sie von 2019 bis 2021 Vizeministerin im Unterrichtsministerium, von 2019 bis 2023 stellvertretende Vorsitzende der Partito Democratico und von Februar 2021 bis Oktober 2022 Staatssekretärin im Ministerium für wirtschaftliche Entwicklung.

## Leben und politische Karriere
Ascani ist die Tochter eines ehemaligen Lokalpolitikers der Democrazia Cristiana. Sie absolvierte ein Philosophiestudium an den Universitäten Perugia (Abschluss 2009) und Trient (Magister 2012), die sie jeweils mit Höchstpunktzahl und Auszeichnung abschloss. 2016 nahm sie ein Promotionsstudium in Politischer Theorie an der Privatuniversität LUISS in Rom auf, das sie während ihrer Amtszeit als Staatssekretärin unterbrach.

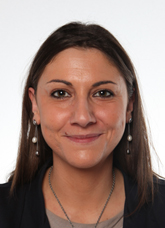
Abgeordnetenporträt 2013

Ascani kandidierte bereits mit 18 Jahren (erfolglos) für den Gemeinderat ihrer Heimatstadt. 2007 trat sie der neugegründeten Partito Democratico bei. Sie unterstützte bei der Urwahl des ersten Parteivorsitzenden den unterlegenen Enrico Letta, wurde aber in den regionalen Parteivorstand in Umbrien gewählt. Von 2011 bis 2013 war sie Sprecherin des umbrischen PD-Regionalverbands. Bei der Parlamentswahl 2013 wurde sie über die PD-Liste in Umbrien in die italienische Abgeordnetenkammer gewählt. Mit 25 Jahren war sie eine der jüngsten Abgeordneten. Sie war Mitglied des Ausschusses für Kultur, Wissenschaft und Bildung sowie italienische Delegierte in der Parlamentarischen Versammlung des Europarates. Ab Oktober 2016 gehörte sie zudem der Enquete-Kommission zur Digitalisierung und Innovation der öffentlichen Verwaltung an. Das Forbes-Magazin zählte sie 2016 zu den 30 Under 30 der einflussreichsten Jungpolitiker in Europa. Im Parteivorstand der PD war sie von 2017 bis 2018 für die Kulturabteilung zuständig.
Als Spitzenkandidatin ihrer Partei in Umbrien wurde sie 2018 als Abgeordnete wiedergewählt. Im September 2018 nahm sie als italienische Vertreterin an einem von der Obama Foundation veranstalteten runden Tisch „angehender Führungspersonen“ teil. Innerhalb der PD gehörte Ascani zu den Unterstützern Matteo Renzis («Renziani»). Bei der Urwahl des Parteivorsitzenden im März 2019 unterstützte sie die Kandidatur Roberto Giachettis, der sie zu seiner Stellvertreterin machen wollte, aber gegen Nicola Zingaretti unterlag. Stattdessen wurde Ascani in das eher repräsentative Amt einer Vicepresidente der Partei gewählt. Im April 2019 gründeten Giachetti und Ascani die Stiftung SempreAvanti als innerparteiliche Organisation der Renziani. Während Renzi und Giachetti fünf Monate später die PD verließen und die Partei Italia Viva gründeten, blieb Ascani jedoch in der PD.
Infolge der im September 2019 geschlossenen Koalition von PD und Movimento 5 Stelle (Fünf-Sterne-Bewegung) wurde sie zur Staatssekretärin im Ministerium für Unterricht, Universitäten und Forschung im Kabinett Conte II ernannt. Sie bekam den Titel einer „Vizeministerin“. Nach dem Rücktritt des Ministers Lorenzo Fioramonti wurde das Ministerium im Januar 2020 aufgeteilt, anschließend war Ascani als Staatssekretärin und Vizeministerin der Unterrichtsministerin Lucia Azzolina zugeordnet. In der Allparteienregierung des Kabinetts Draghi wurde Ascani im Februar 2021 zur Staatssekretärin im Ministerium für wirtschaftliche Entwicklung ernannt. Sie war dort für Telekommunikation, Digitales, Breitband und Genossenschaften zuständig. Nach der Parlamentswahl im September 2022 wurde sie am 19. Oktober 2022 zu einer der vier Vizepräsidenten der Camera dei deputati gewählt. Gleichzeitig schied sie aus der Regierung aus. Im Februar 2023 übernahm sie zudem den Vorsitz in dem Parlamentsausschuss, der die Aufsicht über Dokumentationstätigkeiten ausübt (Comitato di vigilanza sull'attività di documentazione).

## Veröffentlichungen
- Accountability. La virtù della politica democratica. Città Nuova, Rom 2014.
- Senza Maestri. Storie di una generazione fragile. Rubbettino, Soveria Mannelli (CZ) 2019. Vorwort von Matteo Renzi.